# آلبرت نولز (بازیکن فوتبال)
آلبرت نولز (انگلیسی: Albert Knowles؛ 1 June 1871 – ۱۹۵۰ (۷۸−۷۹ سال)) بازیکن فوتبال بود.
از باشگاه‌هایی که در آن بازی کرده‌است می‌توان به باشگاه فوتبال بلکبرن روورز اشاره کرد.